# Alan Hržica

Alan Hržica (Zagreb, 22. listopada 1978.), hrvatski kantautor, dobitnik  Porina.
Rođen je u Zagrebu 22. listopada 1978. U djetinjstvu se bavio nogometom, glazbom i borilačkim vještinama. Trenirao je u zagrebačkom Dinamu, bio na posudbi u drugoj ligi. U mladosti je bolovao od psihosomatskih bolesti i vodio razuzdan život, no kasnije se okrenuo vjeri i duhovnom životu.
U 22. godini počeo je pisati svoje skladbe u stilu pop-dance koje su bile izvođene na festivalima poput CMC-eva festivala u Vodicama. Nastupio je na Dori 2003. godine s pjesmom "Uzmi svu svoju ljubav". Objavio je album Samo za tebe u izdanju Croatia Recordsa 2004.
Povukao se sa glazbene scene na duže vrijeme i vratio se kao izvođač duhovne glazbe. Dobitnik je glazbene nagrade Porin za album Kamenita vrata live, snimljen 2014. godine na koncertu koji je održan ispod samih Kamenitih vrata u Zagrebu. Taj koncert na kojem su nastupile i Nina Badrić, Ivana Husar Mlinac, Marija Husar Rimac i dr., pokrenuo je pojavu sličnih duhovnih koncerata po Hrvatskoj. Uskoro je okupio stalni prateći bend.
Objavio je album duhovne glazbe Nova stvorenja 2017. s kojeg se ističu pjesme: "Gledaj, On te gleda", "Cijeno neprocjenjiva", "Ime ti je sveti"  i "Ti si mene prvi ljubio" te album duhovne glazbe Pod Tvojim pogledom 2021. s kojeg je najpoznatija pjesma "Jeshua".
Sa svećenikom Ivanom Ikom Mandurićem osnovao je molitvenu zajednicu „Srce Isusovo“ za rad s mladima u Bazilici Srca Isusova u Palmotićevoj ulici u Zagrebu. 
Održao je veći broj koncerata duhovne glazbe, od kojih se ističu koncerti na splitskim Gripama 2022., šibenskoj Tvrđavi sv. Mihovila u rujnu 2023. i zagrebačkom Domu sportova u listopadu 2023., 